# 三好市立箸蔵小学校
三好市立箸蔵小学校（みよししりつ はしくらしょうがっこう）は、徳島県三好市池田町州津井関にある公立小学校。

## 沿革
- 2006年 - 町村合併のため三好市立箸蔵小学校に改称。

## 通学区域が隣接している学校
- 三好市立白地小学校
- 三好市立池田小学校
- 三好市立西井川小学校
- 東みよし町立昼間小学校
- 香川県三豊市立財田小学校